# Khazaran
Jazarán era una ciudad en el reino de Jázaros, localizada en la orilla oriental de la parte baja del río Volga. Fue conectada a Atil por un puente de pontones.
Jazarán estaba habitada en sus principios por musulmanes, y más tarde con numerosas mezquitas, minaretes y madrasas. Fue un centro comercial animado fácilmente accesible por barco desde el mar Caspio y el río Volga, y muchos de sus habitantes eran artesanos, pescadores, y comerciantes. El líder de la ciudad era el musulmán conocido como el Jazz; en las fuentes árabes el título es dado a veces por visir.